# 80P/Peters-Hartley
La cometa Peters-Hartley, formalmente 80P/Peters-Hartley, è una cometa periodica appartenente alla famiglia delle comete gioviane che ha avuto una storia travagliata: scoperta inizialmente il 26 giugno 1846 da Peters dalla cupola nord dell'Osservatorio Astronomico di Capodimonte con il  telescopio equatoriale di Reichenbach., è stata persa per ben 136 anni divenendo così una cometa perduta.
Venne riscoperta casualmente solo l'11 luglio 1982 da Malcolm Hartley; poco dopo la riscoperta, dapprima tre giapponesi, Ichiro Hasegawa, Hiroki Kōsai e Syuichi Nakano e in seguito anche l'australiano Michael Philip Candy proposero l'identificazione della cometa scoperta da Hartley con quella scoperta da Peters. Le due comete avevano elementi orbitali abbastanza diversi tra loro da non permettere di vedere a colpo d'occhio che si trattava dello stesso oggetto celeste.
Più recentemente, nel 2011, Syuichi Nakano ha calcolato gli elementi orbitali per tutti i sedici passaggi non osservati della cometa dal momento della sua scoperta al momento della sua riscoperta.